# Erika Hansson
Erika Hansson (* 2. Juli 1973 in Hedemora) ist eine ehemalige schwedische Skirennläuferin. Zunächst in allen Disziplinen am Start und vor allem in der Kombination erfolgreich, konzentrierte sie sich im Laufe ihrer Karriere auf den Slalom und den Riesenslalom – ihre stärkste Disziplin. Die Junioren-Weltmeisterin in der Kombination von 1992 und zweifache schwedische Meisterin erreichte im Weltcup einen Podestplatz und weitere sechs Top-10-Platzierungen sowie den fünften Platz in der Kombination bei den Weltmeisterschaften 1993.

## Biografie
Den ersten größeren Erfolg erzielte Erika Hansson mit dem Sieg in der Kombination bei den Juniorenweltmeisterschaften 1992 in Maribor. Vier Wochen zuvor hatte sie als 15. der Kombination von Grindelwald ihre ersten Punkte im Weltcup gewonnen. Bei den Weltmeisterschaften 1993 in Morioka-Shizukuishi erreichte sie den fünften Platz in der Kombination sowie Rang 14 im Slalom, Rang 25 im Riesenslalom und Platz 33 in der Abfahrt. Die Kombination blieb zunächst weiterhin Hanssons stärkste Disziplin. So erzielte sie im Februar 1994 als Neunte der Kombination in der Sierra Nevada ihren ersten Top-10-Platz im Weltcup. Bei den Olympischen Winterspielen 1994 wurde sie 11. in der Kombination sowie 27. im Super-G und 34. in der Abfahrt. Im Slalom und im Riesenslalom fiel sie bereits im ersten Durchgang aus.
Ab der Saison 1994/95 konzentrierte sich Hansson, die zuvor in allen Disziplinen gestartet war, verstärkt auf die technischen Disziplinen Slalom und Riesenslalom und erzielte vor allem in letzterer in der Saison 1995/96 gute Ergebnisse. Sie fuhr sechsmal unter die schnellsten zehn und erreichte mit dem zweiten Platz hinter Anita Wachter im Riesenslalom von Cortina d’Ampezzo am 21. Januar 1996 das beste Weltcupergebnis ihrer Karriere. Im Riesenslalom-Weltcup wurde sie Siebte. Bei den Weltmeisterschaften 1996 in der Sierra Nevada schied sie jedoch im ersten Riesenslalomdurchgang aus, ebenso wie bei den Weltmeisterschaften 1997 in Sestriere.
In der Saison 1996/97 vermochte Hansson ihre Weltcupergebnisse des Vorjahres nicht zu wiederholen. Sie fuhr allerdings noch mehrmals unter die schnellsten 20 und wurde 20. im Riesenslalom-Weltcup. Ab der Saison 1997/98 konnte sie jedoch nur mehr selten punkten, lediglich im Januar und Februar 1999 erzielte sie noch zwei Top-20-Resultate. Am 31. Oktober 1999 fuhr Hansson ihr letztes Weltcuprennen. Danach nahm sie nur noch an FIS-Rennen in Schweden sowie in der Saison 2000/01 an FIS- und Universitätsrennen in den USA teil, ehe sie sich 2001 vom Skirennsport zurückzog.
Gemeinsam mit ihrem Bruder Martin Hansson, der bis 2008 Skirennläufer war, führt sie in ihrem Heimatort Sälen das Wintersportgeschäft Dalskidan.

## Erfolge

### Olympische Winterspiele
- Lillehammer 1994: 11. Kombination, 27. Super-G, 34. Abfahrt

### Weltmeisterschaften
- Morioka 1993: 5. Kombination, 14. Slalom, 25. Riesenslalom, 33. Abfahrt

### Weltcup
- Saison 1993/94: 6. Kombinationsweltcup
- Saison 1995/96: 7. Riesenslalomweltcup
- Ein Podestplatz und weitere sechs Top-10-Platzierungen

### Juniorenweltmeisterschaften
- Zinal 1990: 12. Slalom, 19. Super-G, 27. Riesenslalom
- Geilo 1991: 5. Slalom, 12. Super-G, 13. Abfahrt
- Maribor 1992: 1. Kombination, 6. Riesenslalom, 9. Slalom, 10. Abfahrt

### Weitere Erfolge
- schwedische Meisterin in der Abfahrt 1991 und im Riesenslalom 1996
- 2 Riesenslalom-Siege im Europacup (ab 1994/95)